# D20-systemet
d20-systemet (en: d20 System) är ett regelverk för rollspel som baseras på tredje utgåvan Dungeons & Dragons. Regelsystemet publicerades 2000 av det amerikanska spelföretaget Wizards of the Coast (Wizards) och har sitt namn från de 20-sidiga tärningarna (d från engelska ordet dice som betyder tärningar) som är central i spelets grundregler.
Större delen av d20-systemet släpptes med namnet System Reference Document (SRD) under Open Game License (OGL; öppen spellicens) som Open Game Content (OGC; öppet spelinnehåll), vilket gör det möjligt för kommersiella och icke-kommersiella utgivare att släppa modifieringar eller supplement till regelsystemet utan att betala för immaterialrätten till det. Rätten till d20-systemet ägs av Wizards of the Coast.
Anledningen till den öppna spellicensen (OGL) för d20-systemet har att göra med den ekonomiska aspekten av att producera rollspel. Spelsupplement tappar mycket mer i försäljning över tiden än vad grundregelböckerna till rollspelen gör. Dungeons & Dragons varumärkeschef Ryan Dancey ledde arbetet med att licensiera den nya versionen av Dungeons & Dragons med d20-systemets varumärke som gör det möjligt för andra företag att stötta d20-systemet under ett och samma varumärke. Detta skiljer sig från den öppna spellicensen OGL, som tillåter vem som helst att producera arbeten som innehåller eller bygger vidare på öppet spelinnehåll OGC.
Teoretiskt sett skulle det här sprida kostnaden att underhålla spelet och att öka försäljningen av grundregelböckerna som endast får publiceras av Wizards of the Coast under varumärkena Dungeons & Dragons och d20-systemet. Gratismaterialet i SRD innehåller inte regler för skapande av rollpersoner eller hur erfarenhetspoäng används vilket gör att Dungeons & Dragons-böckerna måste köpas för att kunna spela rollspelet. Marknadsföringsteorin bakom d20-systemet med dess licenser är nätverkseffekt; underhåll och utbyggnader till grundreglerna blir en extern kostnad som inte påverkar Wizards of the Coast men gynnar försäljningen av företagets grundregelböcker.

## Regelmekanik
Regeltekniskt är d20-systemet likt flera gamla och patentskyddade spelsystem. Ett exempel bland många är R. Talsorian Games Interlock System som använder tiosidiga tärningar. Även mekaniken i datorspelet Fallouts SPECIAL system är mycket lik d20-systemet. De tre huvudsakliga skaparna av d20-systemet var Jonathan Tweet, Monte Cook och Skip Williams, men flera andra som till exempel Richard Baker och Wizards dåvarande VD Peter Adkison, har bidragit.
För att utföra en handling i d20-systemet slår spelaren en 20-sidig tärning och modifierar resultatet med modifikationer baserade på rollpersonens skicklighet och ibland situationen i sig. Om resultatet är högre än eller lika med en svårighetsgrad uttryckt som en siffra (kallas Difficulty Class eller DC) anses handlingen lyckad. Samma system används för alla handlingar i d20-systemet - i tidigare versioner av spelet varierade mekaniken beroende på typen av handling, samt om resultatet skulle vara högt eller lågt för lyckat resultat.
d20-systemet framställs inte, i sina publikationer eller fria distributioner, som ett generiskt system i motsats till spel som GURPS. Istället har regelkärnan framställts i varierande former och omarbetats av olika utgivare (både Wizards of the Coast och tredje part) till specifika spelmiljöer och genrer.
Reglerna i d20-systemet beskrivs i SRD-dokumentet (för närvarande version 3.5) som fritt får kopieras och distribueras. SRD är främst designat för fantasy-spel och bygger Dungeons & Dragons-böckerna Player's Handbook v3.5, Expanded Psionics Handbook, Dungeon Master's Guide v3.5, Monster Manual v3.5, Deities and Demigods v3.0 och Epic Level Handbook. Böckerna innehåller ytterligare information, som till exempel detaljerade beskrivningar, stämningstexter och material Wizards anser tillhöra produktens immaterialrätt, finns inte med i SRD.
d20 Modern har sin egen SRD som kallas Modern System Reference Document (MSRD). MSRD innehåller material från d20 Modern-rollspelet, Urban Arcana Campaign Setting, d20 Menace Manual och d20 Future. MSRD är främst designat för rollspel i modern eller futuristisk tid.